# Eleutherodactylus varleyi
Eleutherodactylus varleyi é uma espécie de anfíbio da família Eleutherodactylidae.
É endémica de Cuba.
Os seus habitats naturais são: florestas subtropicais ou tropicais húmidas de baixa altitude, campos de gramíneas de baixa altitude subtropicais ou tropicais sazonalmente húmidos ou inundados, terras aráveis, pastagens, plantações , jardins rurais, áreas urbanas e florestas secundárias altamente degradadas.